# جزيرة فريرز
جزيرة فريزر، (بالإنجليزية: Fraser Island)‏، هي جزيرة مدرجة في قائمة التراث، وتقع على طول الساحل الجنوبي الشرقي في منطقة وايد باي بورنيت، كوينزلاند، أستراليا. على ما يقرب من 250 كيلومترا إلى الشمال من عاصمة الولاية، بريسبان. المعروفة في المنطقة المحلية لساحل فريزر. في تعداد عام 2016، كان عدد سكان جزيرة فريزر 182 شخصًا.

جزيرة فريزر

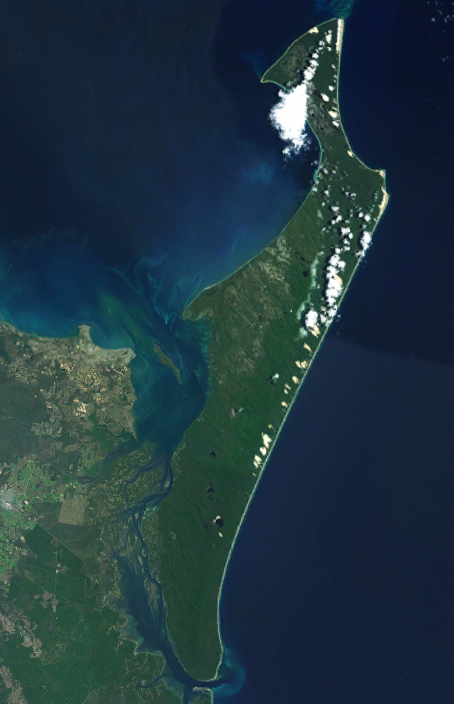
صورة جوية لجزيرة فريزر

.

## المناخ
يظهر الجدول التالي التغييرات المناخية على مدار السنة لجزيرة فريرز:
| البيانات المناخية لـجزيرة فريرز   | البيانات المناخية لـجزيرة فريرز | البيانات المناخية لـجزيرة فريرز | البيانات المناخية لـجزيرة فريرز | البيانات المناخية لـجزيرة فريرز | البيانات المناخية لـجزيرة فريرز | البيانات المناخية لـجزيرة فريرز | البيانات المناخية لـجزيرة فريرز | البيانات المناخية لـجزيرة فريرز | البيانات المناخية لـجزيرة فريرز | البيانات المناخية لـجزيرة فريرز | البيانات المناخية لـجزيرة فريرز | البيانات المناخية لـجزيرة فريرز | البيانات المناخية لـجزيرة فريرز |
| الشهر                             | يناير                           | فبراير                          | مارس                            | أبريل                           | مايو                            | يونيو                           | يوليو                           | أغسطس                           | سبتمبر                          | أكتوبر                          | نوفمبر                          | ديسمبر                          | المعدل السنوي                   |
| --------------------------------- | ------------------------------- | ------------------------------- | ------------------------------- | ------------------------------- | ------------------------------- | ------------------------------- | ------------------------------- | ------------------------------- | ------------------------------- | ------------------------------- | ------------------------------- | ------------------------------- | ------------------------------- |
| الدرجة القصوى °م (°ف)             | 34.2 (93.6)                     | 34.3 (93.7)                     | 34.7 (94.5)                     | 31.4 (88.5)                     | 28.7 (83.7)                     | 27.8 (82.0)                     | 26.5 (79.7)                     | 27.2 (81.0)                     | 29.3 (84.7)                     | 31.8 (89.2)                     | 33.8 (92.8)                     | 34.7 (94.5)                     | 34.7 (94.5)                     |
| متوسط درجة الحرارة الكبرى °م (°ف) | 29.4 (84.9)                     | 29.3 (84.7)                     | 28.5 (83.3)                     | 26.8 (80.2)                     | 24.1 (75.4)                     | 21.7 (71.1)                     | 21.1 (70.0)                     | 22.3 (72.1)                     | 24.3 (75.7)                     | 26.1 (79.0)                     | 27.7 (81.9)                     | 28.9 (84.0)                     | 25.8 (78.4)                     |
| متوسط درجة الحرارة الصغرى °م (°ف) | 22.3 (72.1)                     | 22.4 (72.3)                     | 21.7 (71.1)                     | 19.9 (67.8)                     | 17.4 (63.3)                     | 15.2 (59.4)                     | 14.3 (57.7)                     | 15.0 (59.0)                     | 16.9 (62.4)                     | 18.7 (65.7)                     | 20.3 (68.5)                     | 21.6 (70.9)                     | 18.8 (65.8)                     |
| أدنى درجة حرارة °م (°ف)           | 16.7 (62.1)                     | 16.1 (61.0)                     | 14.6 (58.3)                     | 13.3 (55.9)                     | 9.6 (49.3)                      | 6.7 (44.1)                      | 5.2 (41.4)                      | 5.6 (42.1)                      | 9.4 (48.9)                      | 11.2 (52.2)                     | 13.9 (57.0)                     | 16.0 (60.8)                     | 5.2 (41.4)                      |
| معدل هطول الأمطار مم (إنش)        | 162.9 (6.41)                    | 169.0 (6.65)                    | 156.9 (6.18)                    | 121.0 (4.76)                    | 118.2 (4.65)                    | 109.2 (4.30)                    | 89.8 (3.54)                     | 63.0 (2.48)                     | 51.0 (2.01)                     | 59.7 (2.35)                     | 71.1 (2.80)                     | 99.3 (3.91)                     | 1٬271٫1 (50.04)                 |
| متوسط الأيام الممطرة (≥ 0.2mm)    | 13.5                            | 14.3                            | 16.4                            | 15.3                            | 15.2                            | 12.3                            | 11.5                            | 9.6                             | 7.7                             | 8.1                             | 8.8                             | 10.3                            | 143                             |
| المصدر: Bureau of Meteorology ‏    |                                 |                                 |                                 |                                 |                                 |                                 |                                 |                                 |                                 |                                 |                                 |                                 |                                 |